# Copa Polinesia 1994
La Copa Polinesia 1994 fue la primera edición del torneo que englobaba a los países de dicha región geográfica de Oceanía. Se disputó en Samoa Occidental entre el 24 y el 28 de noviembre.
Participaron cuatro equipos y no cinco como en el resto de las ediciones por la ausencia de las Islas Cook. Tahití obtuvo su primer título y la clasificación a la Copa de las Naciones de la OFC 1996.

## Clasificación
| Pos. | Equipo               | Pts. | PJ | G | E | P | GF | GC | Dif. | Clasificación                       |
| ---- | -------------------- | ---- | -- | - | - | - | -- | -- | ---- | ----------------------------------- |
| 1    | Tahití (C)           | 9    | 3  | 3 | 0 | 0 | 10 | 1  | +9   | copa de las Naciones de la OFC 1996 |
| 2    | Tonga                | 4    | 3  | 1 | 1 | 1 | 4  | 4  | 0    |                                     |
| 3    | Samoa Occidental (H) | 4    | 3  | 1 | 1 | 1 | 5  | 10 | −5   |                                     |
| 4    | Samoa Americana      | 0    | 3  | 0 | 0 | 3 | 3  | 7  | −4   |                                     |

 Fuente: 

## Resultados
| 24 de noviembre de 1994 | Tahití | 1:0 | Tonga |             |  |
|                         |        |     |       | Árbitro(s): |  |

| 24 de noviembre de 1994 | Samoa Occidental | 3:1 | Samoa Americana |             |  |
|                         |                  |     |                 | Árbitro(s): |  |

| 25 de noviembre de 1994 | Tahití | 2:1 | Samoa Americana |             |  |
|                         |        |     |                 | Árbitro(s): |  |

| 25 de noviembre de 1994 | Tonga | 2:2 | Samoa Occidental |             |  |
|                         |       |     |                  | Árbitro(s): |  |

| 28 de noviembre de 1994 | Tahití | 7:0 | Samoa Occidental |             |  |
|                         |        |     |                  | Árbitro(s): |  |

| 28 de noviembre de 1994 | Tonga | 2:1 | Samoa Americana |             |  |
|                         |       |     |                 | Árbitro(s): |  |

| Bandera de Polinesia Francesa |
| Campeón Tahití                |
| Primer título                 |